# Löwenburg (Kassel)

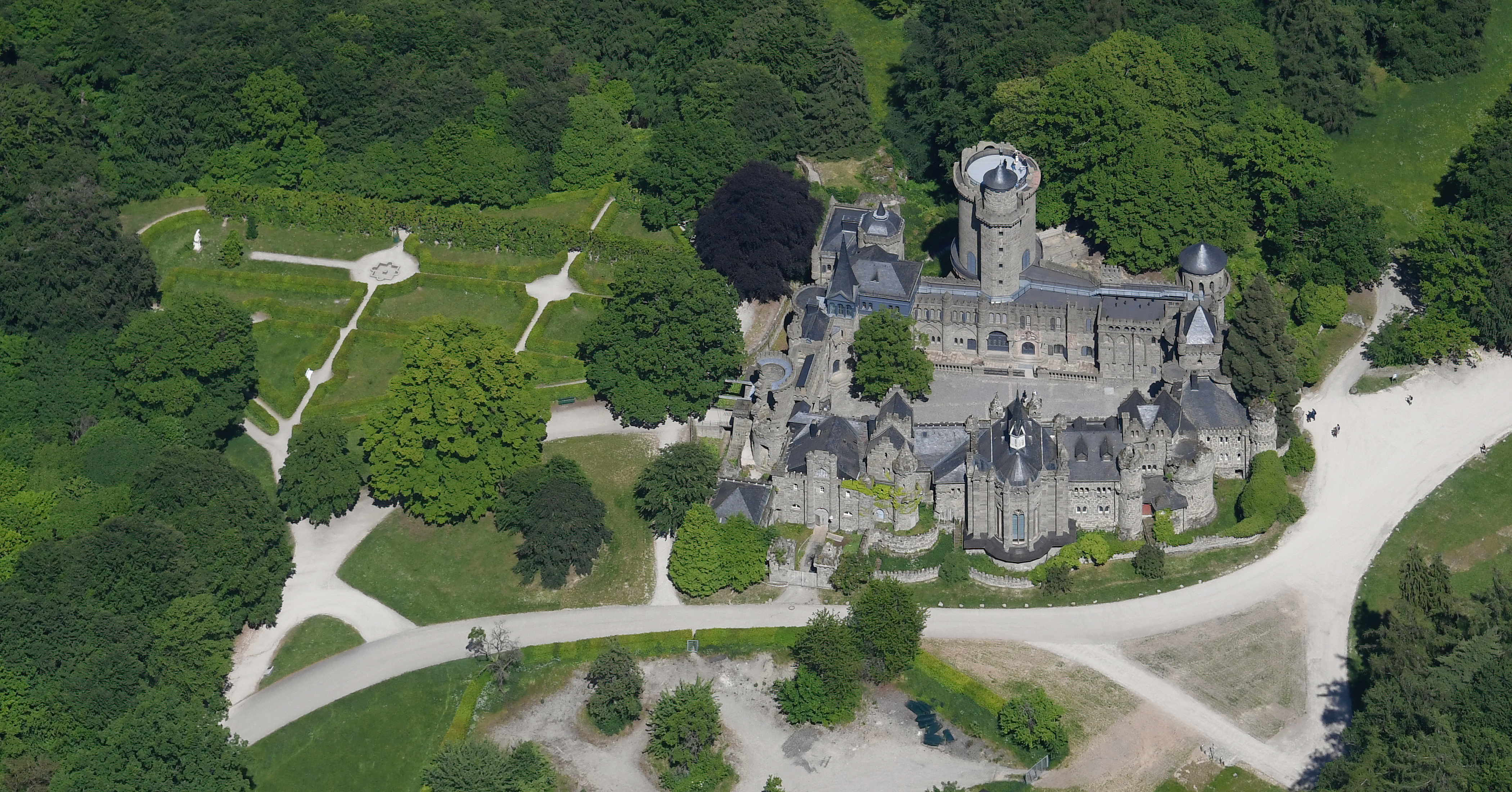
Vista aérea del Löwenburg.

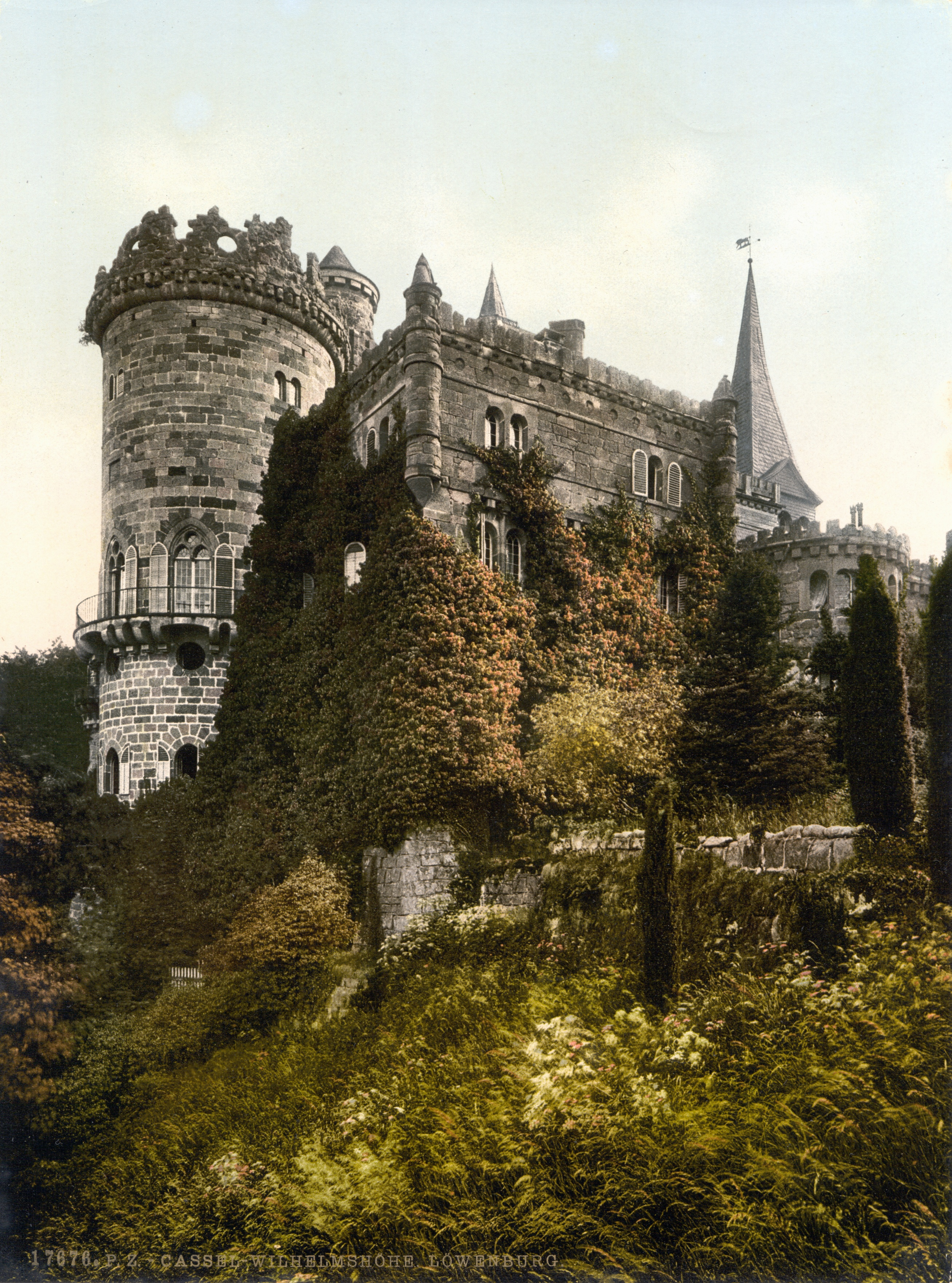
El Löwenburg en una postal histórica. A la izquierda, el palacete que fue destruido en la Segunda Guerra Mundial.

El Löwenburg es un palacete alemán construido en 1793-1801 en el Kasseler Bergpark Wilhelmshöhe.
El palacio, construido como una ruina artificial, se alza sobre el castillo de Wilhelmshöhe en la parte sur del parque de montaña y, por lo tanto, al sur del eje visual del castillo de Wilhelmshöhe-Hércules, a unos 350 m sobre el nivel del mar, en el borde oriental del Hohen Habichtswald. El Löwenburg sirvió a su constructor Guillermo I de Hesse-Kassel de Hesse-Kassel como retiro privado y en 1821 también como su tumba. En términos de historia del arte, la edificación se considera innovadora al ser uno de los primeros edificios importantes de la arquitectura neogótica en Alemania.

## Historia
El palacete, inspirado en un castillo en la cima de una colina, fue diseñado por Heinrich Christoph Jussow entre 1793 y 1801, es decir, siglos después de la época en que se construían castillos en Alemania. Es la imitación del castillo de un caballero medieval y presentado deliberadamente como una ruina artificial romántica. Al principio se planeó solo como una torre ruinosa con dependencias, finalmente se edificó un complejo de castillo completo, que se agrupa alrededor de un patio. El lugar sirvió al landgrave como residencia para él y su amante Karoline von Schlotheim. En 1821, el landgrave, que había sido criado con el Elector Guillermo I en 1803, fue enterrado en una tumba debajo de la capilla del palacio. El Löwenburg se construyó desde el comienzo con una toba de halcón menos resistente a la intemperie, que estaba disponible cerca del sitio.

## La Segunda Guerra Mundial y las consecuencias.
Hasta 1945, la aviación británica y la estadounidense lanzaron varios ataques contra Kassel. La ciudad sufrió el ataque más fuerte el 22 de octubre de 1943. Debido a la industria de armamentos y, sobre todo, a la gran cantidad en eö casco antiguo de la ciudad con las casas de entramado de madera fácilmente incendiables, Kassel pasó a estar en primer lugar de la lista de objetivos para ataques con bombas incendiarias. La fortaleza de Löwenburg fue destruida en su mayor parte (solo quedó la torre de la escalera con algunos restos de paredes) y partes de las instalaciones, incluida la cocina. La reconstrucción tuvo lugar de manera apropiada en los años de la posguerra y se caracterizó más bien por la funcionalidad que por los detalles. En 1957, se llevó a cabo un extenso trabajo de reconstrucción en el edificio de las damas, que tenía el objetivo de poder recuperar el inventario recuperado de la fortaleza destruida. El trabajo aún no está terminado. La fortaleza se está reconstruyendo actualmente y se debe reabrir en 2022 con la construcción de una plataforma de observación de 25 metros.